# 美國陸軍建軍250週年閱兵典禮
美國陸軍建軍250週年閱兵典禮（俗稱「川普閱兵」）是2025年6月14日在美國維吉尼亞州阿灵顿华盛顿哥伦比亚特区举行的閱兵，以纪念美国陆军成立250周年。美国陆军是美军六大军种中历史最悠久的军种，其建军日期为1775年6月14日。此次阅兵式旨在庆祝退伍军人和现役军人，當天恰逢美国第47任总统唐納·川普79岁生日。每年的6月14日也是美国国旗日，旨在向美国国旗致敬并纪念国旗的采用。此次阅兵式是美國建國二百五十週年庆祝活动的一部分。
此次阅兵耗资巨大，预算在2500万美元至4500万美元之间，尤其考虑到恰逢政府出台更广泛的成本削减措施，因此遭到两党的批评。另一项争议在于阅兵式选在特朗普生日举行，批评人士认为此举将军队政治化，并将其与威权政权下举行的阅兵相提并论。举行阅兵的想法起源于特朗普第一任期内，当时五角大楼因担心其显得过于政治化而拒绝了一项类似的提议。数百万示威者在同一天参加名为“无王抗议”全国性的抗议活动，反对阅兵和特朗普的政策，这是自特朗普第二届政府开始以来规模最大的协同抗议活动。
参加阅兵的有来自全国至少11个军和师的约6,600名士兵、至少150辆坦克和战车、50架直升机、战机、马匹、骡子、跳伞者、名人、七个乐队的音乐表演、数千名平民参加者，以及一只名叫Doc Holliday的机器狗。

## 背景

### 第一任期的阅兵计划
唐纳德·特朗普在其第一任期内曾主张在2018年老兵节举行阅兵，但遭到五角大楼的反对，五角大楼称其希望军队远离政治。特朗普是在2017年观看了法国的巴士底日庆祝活动后才萌生了这一想法。据报道，时任国防部长詹姆斯·马蒂斯曾告诉特朗普，他“宁愿吞酸”也不愿举行阅兵式，而保罗·塞尔瓦将军则评论说阅兵是“独裁者的所作所为”。由于预计成本过高，特朗普取消了2018年的阅兵式，转而组织了2019年在国家广场举行的“向美国致敬”独立日活动。特朗普再次向马蒂斯的继任者马克·埃斯珀提出在2020年举行阅兵的想法，后者提出了在7月4日举行“空中阅兵”的想法。最终，特朗普政府组织举办2020年拉什莫尔山烟花庆典和2020年向美国致敬活动，作为独立日庆祝活动的一部分。

### 成本问题和准备

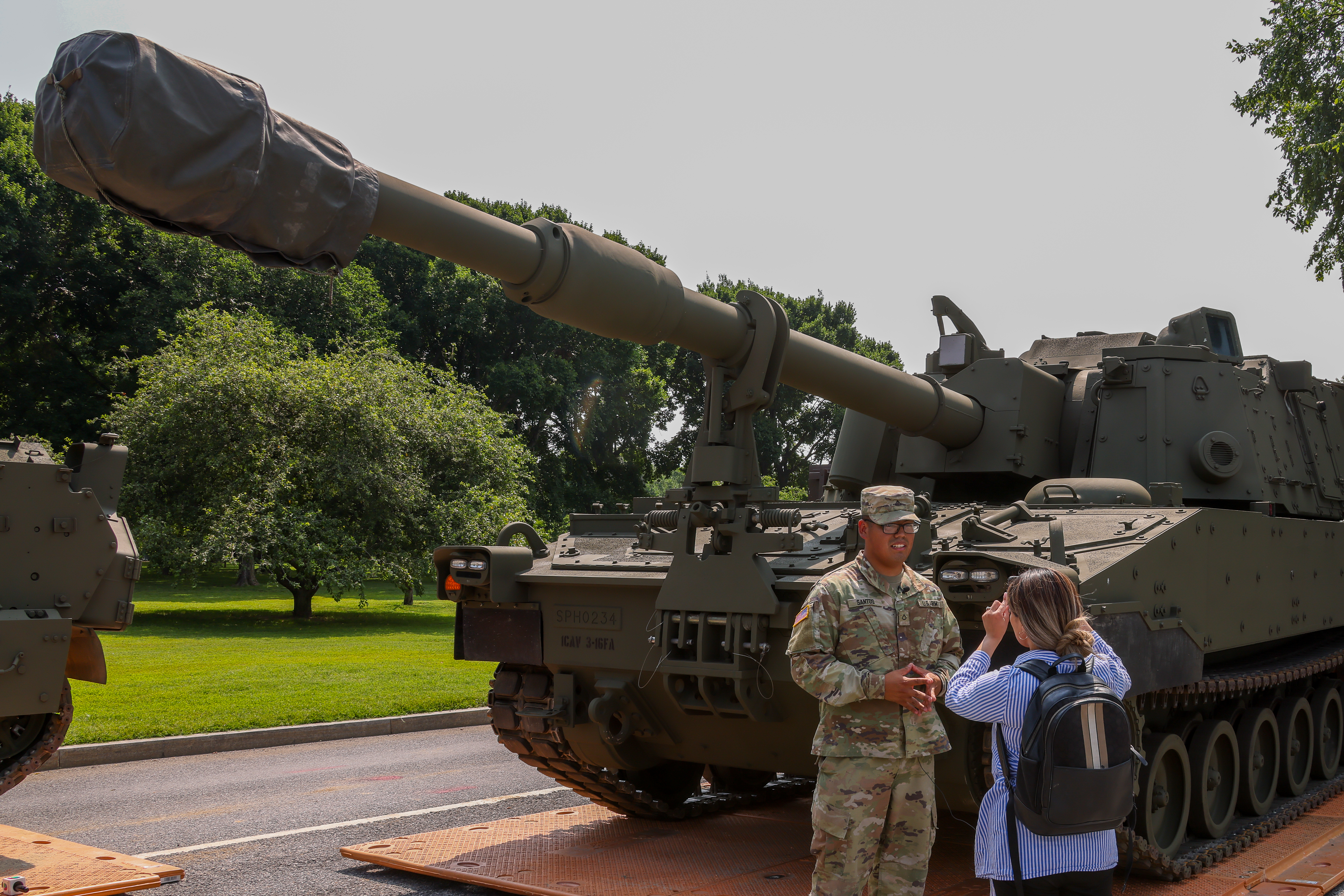
一名陆军士兵在媒体见面会上发表讲话，身旁为此次阅兵所展示的M109A7

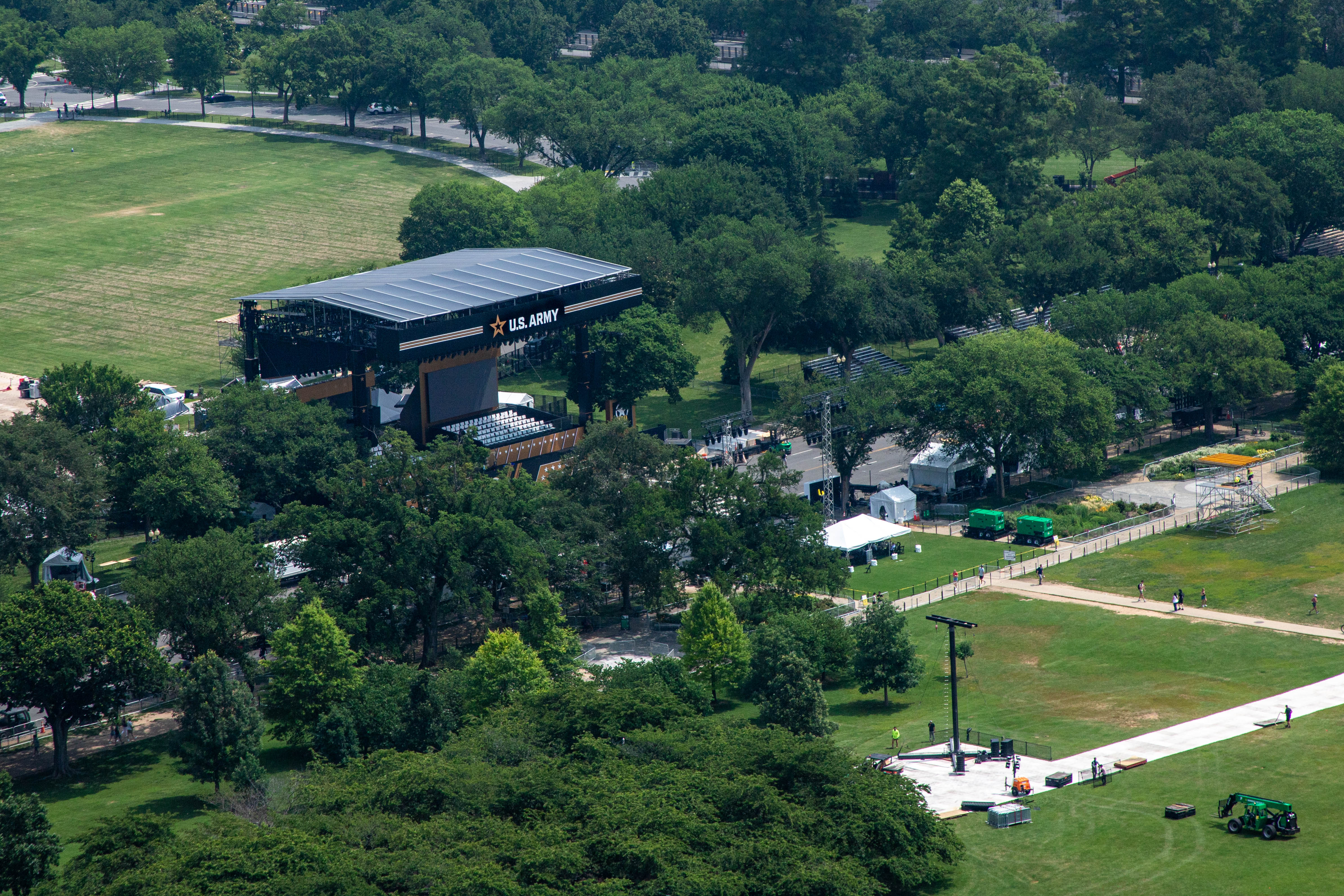
美国陆军正在为陆军250周年庆典阅兵进行最后准备

2025年，特朗普在其第二任期内再次下令五角大楼举行阅兵式。《纽约时报》称，阅兵式之所以能迅速获得批准，是因为五角大楼更加顺从，不再像他第一任期那样设置阻碍。美国陆军表示，陆军250周年庆典的计划已筹备两年，但阅兵式是特朗普的主意，筹备工作近期才开始进行。虽然此次阅兵式将庆祝陆军成立250周年，但海军和海军陆战队也将在2025年庆祝成立250周年，并未计划举行其他阅兵式。美国陆军预计将为此次阅兵式花费2500万至4500万美元，其中针对华盛顿特区街道的损坏估计高达1600万美元。特朗普曾在2018年计划举行所有军种皆参与的军事阅兵，预计耗资1亿美元。与此不同，此次仅有陆军参加，预计会降低成本。甲骨文、亚马逊、Coinbase、洛克希德·马丁、帕蘭泰爾、斯特兰蒂斯、可口可乐公司、沃尔玛、UFC、Phorm Energy、Nextdoor、联邦快递和Scotts Miracle-Gro等多家公司是此次阅兵的赞助商。
阅兵上的大部分坦克、车辆和设备来自德克萨斯州的胡德堡，先通过火车抵达马里兰州杰瑟普，然后用平板卡车运往华盛顿特区。参加阅兵的士兵睡在政府建筑内的帆布床上，包括农业部总部、位于第七街的美国总务管理局的政府仓库以及安德鲁斯联合基地。陆军在寻找1812年战争和美西战争的制服时遇到了困难，最终这些制服从计划中取消，原因是“服装制作过程中遇到了麻烦”。
由于当天天气有雨，此次阅兵提前30分钟（美国东部夏令时间下午6时）开始。当天早些时候，与美国陆军建军250周年相关的活动在国家广场拉开帷幕，其中包括上午11点至下午6点举行的“陆军建军250周年庆典”。阅兵队伍从五角大楼开始至国家广场结束。重型履带式车辆计划驻扎在林肯纪念堂附近，并在此处加入阅兵队伍。另外于晚上7时30分原计划在椭圆形草坪举行音乐会，而F-22战斗机的飞越表演因天气原因取消。整场活动于晚上9时45分左右的烟花表演收尾。

## 受阅官兵与装备

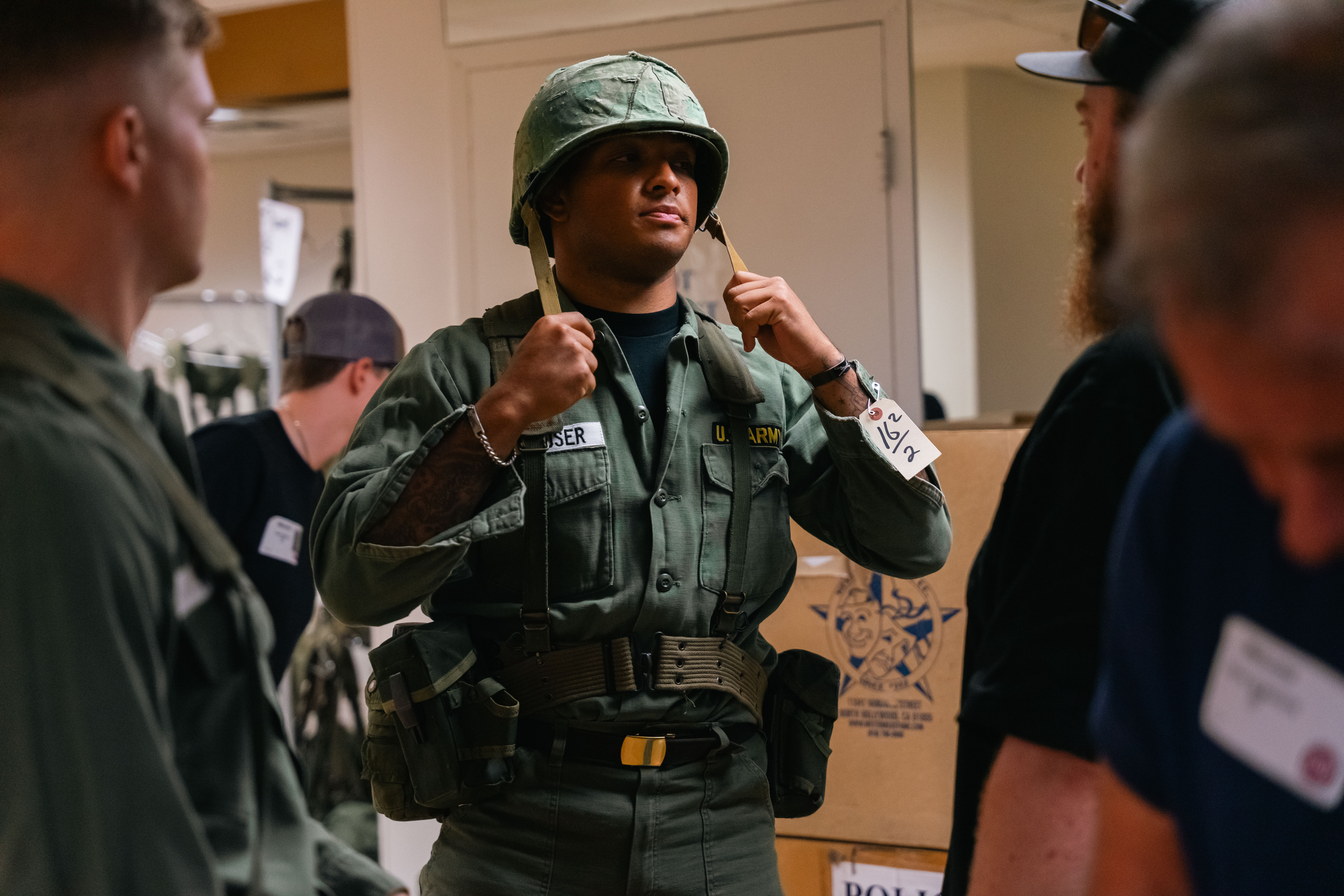
士兵们正在为阅兵做准备

### 受阅官兵

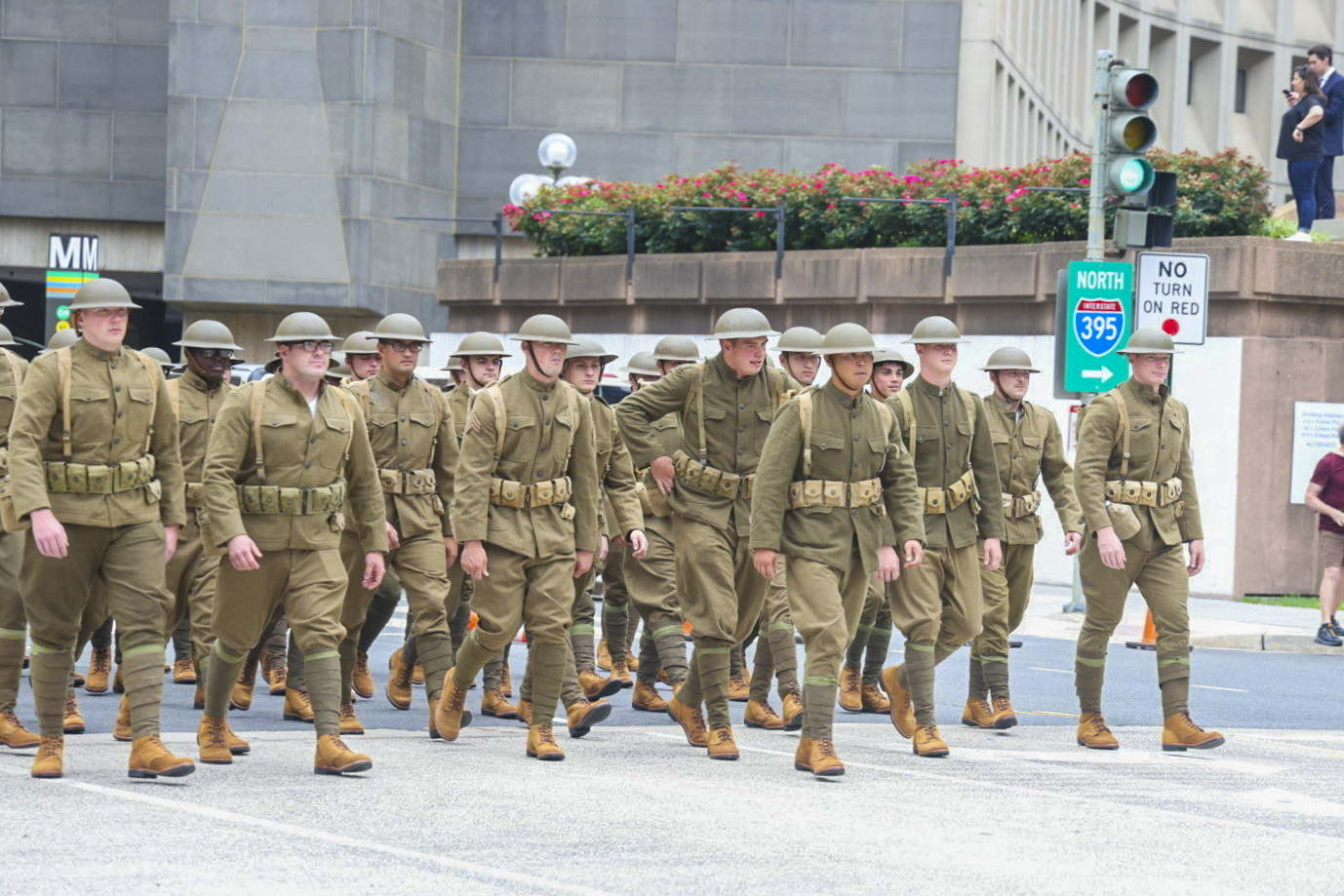
第82空降师伞兵身着历史性的一战时期制服，准备在华盛顿特区受阅

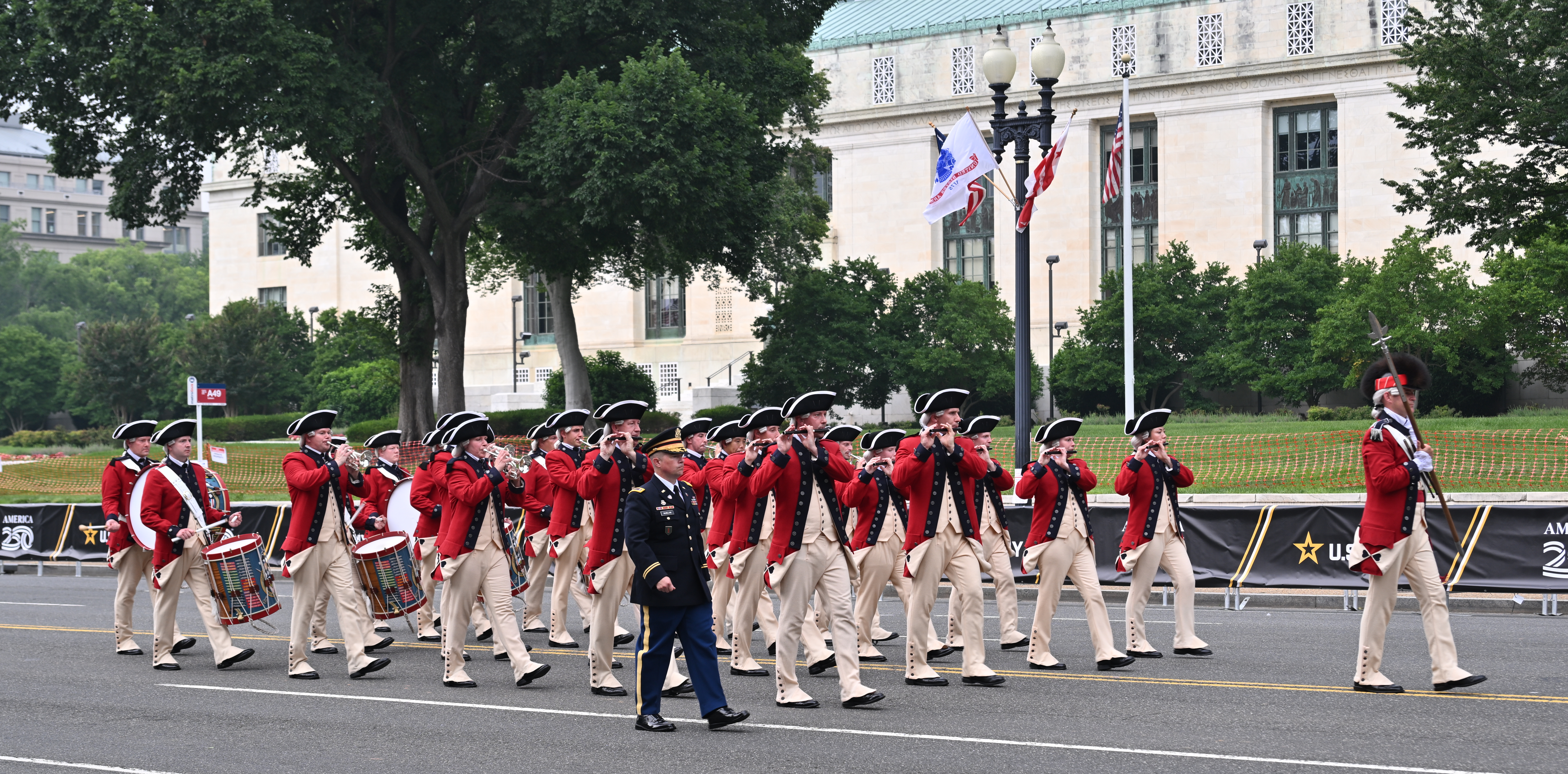
身着独立战争时期制服的士兵在华盛顿特区参加美国陆军250周年阅兵

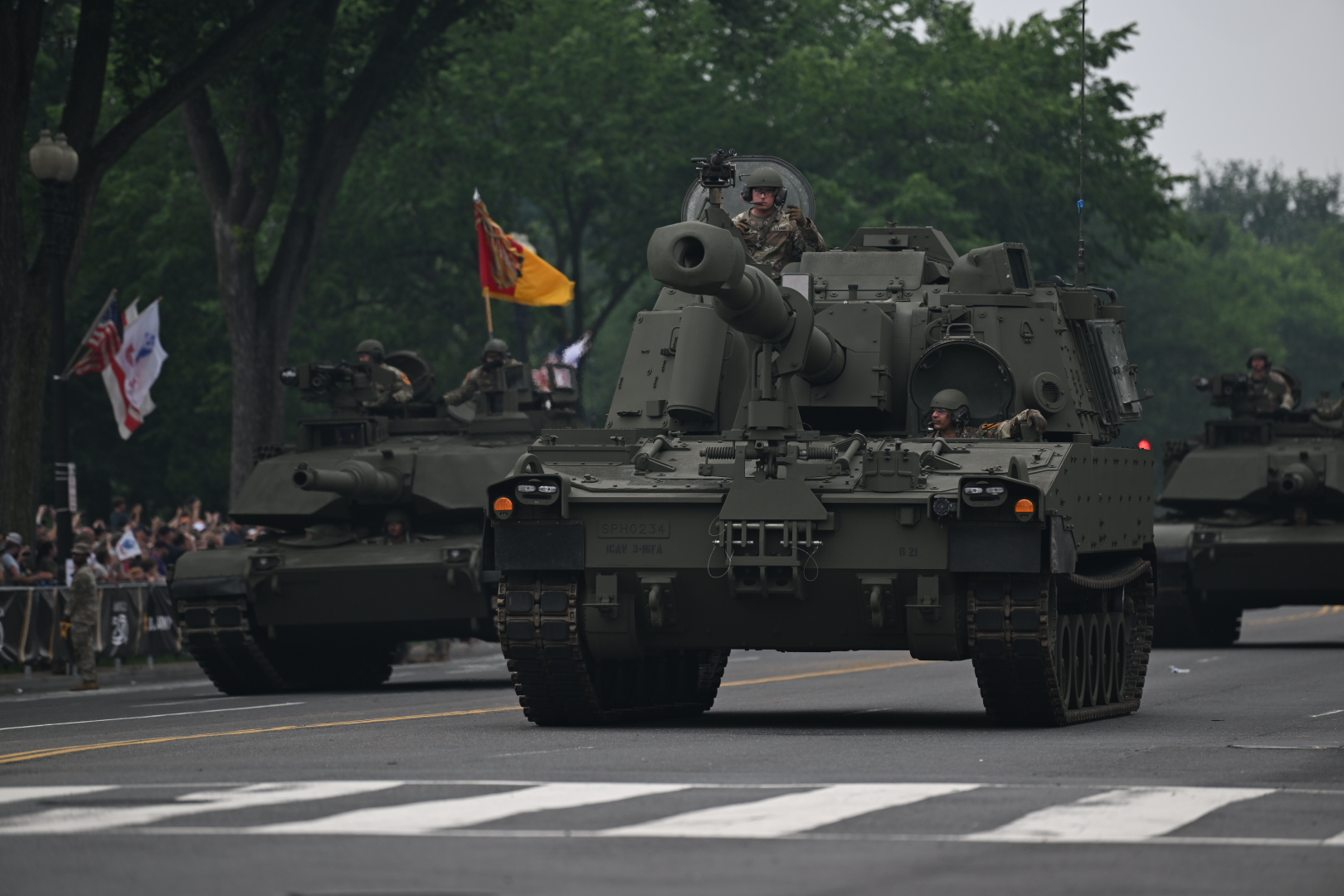
一门M109A7圣骑士自走砲和两辆M1艾布拉姆斯坦克受阅

此次阅兵式共有以下军师受阅：
- 美国陆军降落伞队（英语：United States Army Parachute Team）（“黄金骑士”）
- 美國獨立戰爭
  - 美国陆军军乐团（英语：United States Army Band）
  - 第3步兵团（英语：3rd Infantry Regiment (United States)）
  - 老卫队横笛鼓乐团（英语：Old Guard Fife and Drum Corps）
  - 总司令卫队
- 南北战争
  - 第4步兵師
- 第一次世界大战
  - 第42步兵師
- 第二次世界大战
  - 第82空降師
  - 第101空降師
- 朝鲜战争
  - 第2步兵師
  - 第3步兵師
- 越南战争
  - 第1骑兵師
  - 第25步兵師
- 波斯灣戰爭
  - 第1步兵師
  - 第1装甲師
- 反恐战争
  - 特战司令部/陆军游骑兵
  - 第10山地师
  - 第160特种作战航空团
- 现代部队
  - 第7步兵師
  - 第11空降師
  - 陸軍預備役
  - 第82战斗航空旅
- 未来部队
  - 美国军事学院
  - 陆军基础训练
  - 维吉尼亚军事学院
  - 南卡罗来纳州学员军团（英语：South Carolina Corps of Cadets）
  - 德克萨斯农工大学学员队
  - 重新入伍/入伍者

### 受阅装备
此次阅兵式共有以下装备受阅：
- AH-1眼镜蛇直升机
- UH-1直升机
- AH-64阿帕奇直升机
- CH-47契努克直升机
- UH-60黑鹰直升机
- B-25米切尔型轰炸机
- C-47运输机
- P-51野马战斗机
- M1A2 SEPv3 艾布蘭主力戰車
- M3半履帶車
- M4雪曼中型坦克
- M109自走砲
- 布雷德利裝甲車族
- 斯特赖克装甲战车
- M1301步兵班组车辆（英语：M1301 infantry squad vehicle）
- 威利吉普車
- 安杜里尔Ghost X
- PDW C100小型无人机系统
- Skydio X10D自主无人机
- Ghost Robotics V60四足无人地面车辆

## 反应

### 成本问题
此次阅兵的高昂成本引发人们的担忧，陆军估计阅兵式耗资2500万至4500万美元，同时道路损坏估计达1600万美元。陸軍工兵部隊表示，在最坏的情况下，道路损坏成本也达到1600万美元，但预计在铺设钢板并用枕木加固保护道路后，道路损坏成本将降至350万美元。陆军进一步表示，正在为坦克安装新的履带板，以进一步分离金属履带和地面。特朗普表示，这项成本“与这样做的价值相比微不足道”。由于特朗普政府在政府其他部门削减教育、卫生和公共援助方面的成本，这项成本尤其招致了批评。
据The Intercept报道，由于存在未说明的支出，4500万美元的成本很可能被低估，国会议员“已经对他们认为的严重滥用资金表示愤慨”。民主党参议员理查德·布卢门撒尔批评此次阅兵，称“特朗普在自己的生日阅兵上浪费4500万美元纳税人的钱，这是政府浪费的缩影”，指出其成本“过高”，并批评政府在“培训项目、冻结招聘、缩减员工数量、推迟维护、危及设备维护费”等预算削减措施仍在持续。民主党众议员史蒂夫·科恩表示，“本届政府在说实话方面毫无可信度”，“当他们估计4500万美元时，你就知道这是一个低估的数字”。民主党参议员谭美·达克沃斯表示，她宁愿军队将这笔钱用于军人家庭的儿童保育和学费报销。
据《政客》报道，共和党参议员对阅兵的成本提出质疑，共和党参议院军事委员会主席罗杰·威克表示“我本来建议不举行阅兵”，但“国防部长认为，这将是成千上万的美国年轻人一生难得的机会，让他们了解参与一支强大军事力量是多么伟大的机会，这将是一个征兵工具。所以，我们拭目以待。”共和党参议院拨款委员会主席苏珊·柯林斯表示支持庆祝军队，但“成本确实似乎有点高”。共和党参议员罗恩·约翰逊表示“如果要花钱，我就不去。”

### 政治化和特朗普庆生
此次阅兵因明显的政治化以及恰逢特朗普生日而受到批评。《今日美国》报道称，关于此次阅兵是“庆祝陆军悠久的历史，还是向特朗普及其领导的政治运动致敬？或两者兼而有之？”存在重大争论。阅兵的既定目的随着时间的推移而发生变化，陆军先是声明不会在特朗普生日当天举行，后来又表示只会庆祝陆军建军250周年。特朗普针对阅兵是为了庆祝他生日的说法进行辩护，称这是在庆祝国旗日，由军队、车辆和武器接受检阅，并表示“我认为它是在庆祝国旗日，不一定是我的生日。有人组织了它。但不，我认为我们可能会在6月14日或前后做点什么。但我认为6月14日是非常重要的日子。”共和党参议员吉姆·贾斯蒂斯表示，他认为“庆祝特朗普总统的生日很棒，我认为庆祝军队的生日也很棒”。
民主党议员认为，特朗普利用此次阅兵达到自己的政治目的。民主党参议员杰克·里德表示，此次活动“全是为了满足他的自尊心，一切都围绕着他”。民主党参议员谭美·达克沃斯批评陆军部长丹尼尔·P·德里斯科尔就此次阅兵发表讲话，称“让我们明确一点：你们这样做不是为了庆祝陆军的生日，而是为了满足唐纳德·特朗普的自尊心”。民主党参议院军事委员会成员理查德·布卢门撒尔批评此次阅兵既庆祝陆军，也庆祝特朗普的自尊心，称“唐纳德·特朗普才是他自己关注的焦点，陆军生日只是一个方便的借口”，并质疑特朗普为什么不简单地庆祝所有军人的生日，而只庆祝与自己生日同一天的生日。
6月10日，《政客》报道称，在其联系的50名联邦共和党议员中，仅有7人计划参加阅兵，众议院和参议院军事委员会主席也没有参加阅兵。
人们对此次阅兵的视觉效果表示担忧。NBC新闻报道称，五角大楼担心2018年初次举行的阅兵“可能被视为类似于莫斯科、北京或朝鲜平壤常见的那种阅兵”。The Intercept将2025年的阅兵描述为“在美国首都中心举行的一场让人想起苏联或朝鲜的军事盛会”。马凯特大学副教授丽莎·布鲁克斯质疑军方是否在庆祝特朗普，她表示“坦克在首都街道上行驶看起来不符合一支专业化、高能力军队的传统”，而“看起来像一支政治化、向内转的军队，专注于国内对手而不是外部对手”。共和党参议员兰德·保罗批评此次阅兵，称他担心阅兵可能传达的形象，不喜欢“士兵迈着正步，大型坦克和导弹在街上滚滚而过”，“你知道，我们一直都和你在苏联和朝鲜看到的形象不一样。我们很自豪不是那样”。Axios和《纽约客》都将此次阅兵描述为“特朗普强人周”的结束，此前特朗普在洛杉矶抗议期间部署联邦军队，并在布拉格堡对士兵发表党派演讲。杜克大学政治学教授彼得·费弗表示，在阅兵中“即使军方不喜欢，他们也不会死在这座山上”，“特朗普的2.0团队更擅长满足总统的需求，无论从长远来看这是否是最好的”。
一些退伍军人团体拒绝参加阅兵。位于北弗吉尼亚州的美国越战老兵协会拒绝为25名退伍军人提供官方检阅台座位，分会主席杰伊·卡尔纳表示：“如果只是为了庆祝陆军建军250周年，这毫无疑问”，但“我们觉得这与特朗普的生日混为一谈，我们不想成为这种事的道具”。据PBS新闻报道，退伍军人对阅兵的看法分歧很大，一些人喜欢阅兵对军队和服役人员的庆祝，而另一些人则批评阅兵被視为政治化、“捶胸顿足”，并分散了人们对退伍军人事务部计划削减预算的注意力。

### 抗议活动
阅兵前一天，两大退伍军人和军人家属组织在美国国会大厦领导了一场反对阅兵的抗议活动。60名抗议者被国会警察逮捕。阅兵前，“拒绝法西斯主义”组织在白宫外举行抗议活动。
阅兵同期，数百万示威者在全美1500多个城市参加“无王抗议”抗议活动，这是自特朗普第二届政府上任以来规模最大的协同抗议活动。该抗议活动由50501运动组织，旨在反对阅兵以及特朗普的总体政策和行动。此前，美国各地已爆发多起抗议活动，以抗议移民和海关执法局的突袭行动，其中包括加利福尼亚州。特朗普在6月洛杉矶抗议活动期间部署加州国民警卫队和美国海军陆战队，以应对骚乱。
特朗普表示，任何抗议阅兵的人都将遭到“非常大规模的武力镇压”，并表示“这些人憎恨我们的国家，但我们会以非常强大的武力镇压他们”。《纽约时报》报道称，在特朗普决定将洛杉矶的加州国民警卫队联邦化并部署现役海军陆战队后，几位现任和前任陆军官员和国防专家对阅兵的视觉效果感到不适，称同时出现的画面“可能让军方看起来像是在庆祝对美国人的镇压”，而且“这不是陆军官员想要的画面”。《华盛顿邮报》称，这些对立的画面加剧了党派冲突，“因为一些美国人为特朗普强硬镇压所谓的混乱而欢呼，而另一些人则谴责他日益接受独裁策略”，并指出洛杉矶的抗议活动与特朗普的阅兵“越来越混为一谈”。

### 媒体评论
《纽约时报》报道称，明尼苏达州议员遭枪击、以色列袭击伊朗，以及电视和社交媒体上批评阅兵在近期抗议活动中动用军队宣传特朗普和压制异己的言论，给此次阅兵蒙上了一层阴影。该报还称，此次阅兵遭遇诸多后勤障碍，观众热情低迷，记者形容“表演有时令人失望，人群在蒙蒙细雨中早早散去”。无王抗议活动也吸引了大量电视报道。阅兵组织者预计将有“数十万”观众到场，但由于人群稀少，许多座位仍然空置，《泰晤士报》将此归咎于恶劣天气和全国性的抗议活动。《华尔街日报》称人群“稀疏”，“庆祝但平静”。BBC新闻将同时举行的抗议和阅兵描述为“分屏”和“一天中两种不同的公开展示”。《卫报》称，这场游行“既不是批评人士悲观预测的朝鲜极权主义奇观，也不是特朗普铁杆粉丝渴望的‘让美国再次伟大’民族主义的胜利”，而只是一场“略显平淡”的游行。文章称，这场公众活动规划不周，垃圾桶数量过少導致垃圾溢出，出口不足，仅有几辆供应食品的卡车，而且缺乏标志和指示，进出路线难以找到。文章援引一位特勤局官员的话称：“没人知道发生了什么。”此次活动由四家与特朗普总统关系密切的公司赞助，引发了人们对其可能违反联邦法规的道德担忧。

### 公众意见
6月12日公布的一项美联社全国民意调查中心民意调查显示，60%的美国成年人认为阅兵没有合理利用政府资金，而只有38%的人认为阅兵合理。调查还发现，40%的人支持阅兵，29%的人反对，31%的人表示不确定。NBC于5月30日至6月10日进行并于阅兵当天发布的一项民意调查显示，64%的受访者反对使用政府资金举办此次活动。

### 网络舆论
许多社交媒体用户嘲讽此次阅兵，称其阅兵队伍粗暴、缺乏同步和纪律。一名用户评论说，阅兵队伍缺乏热情，看起来像是“战俘在行军”。

## 安保措施

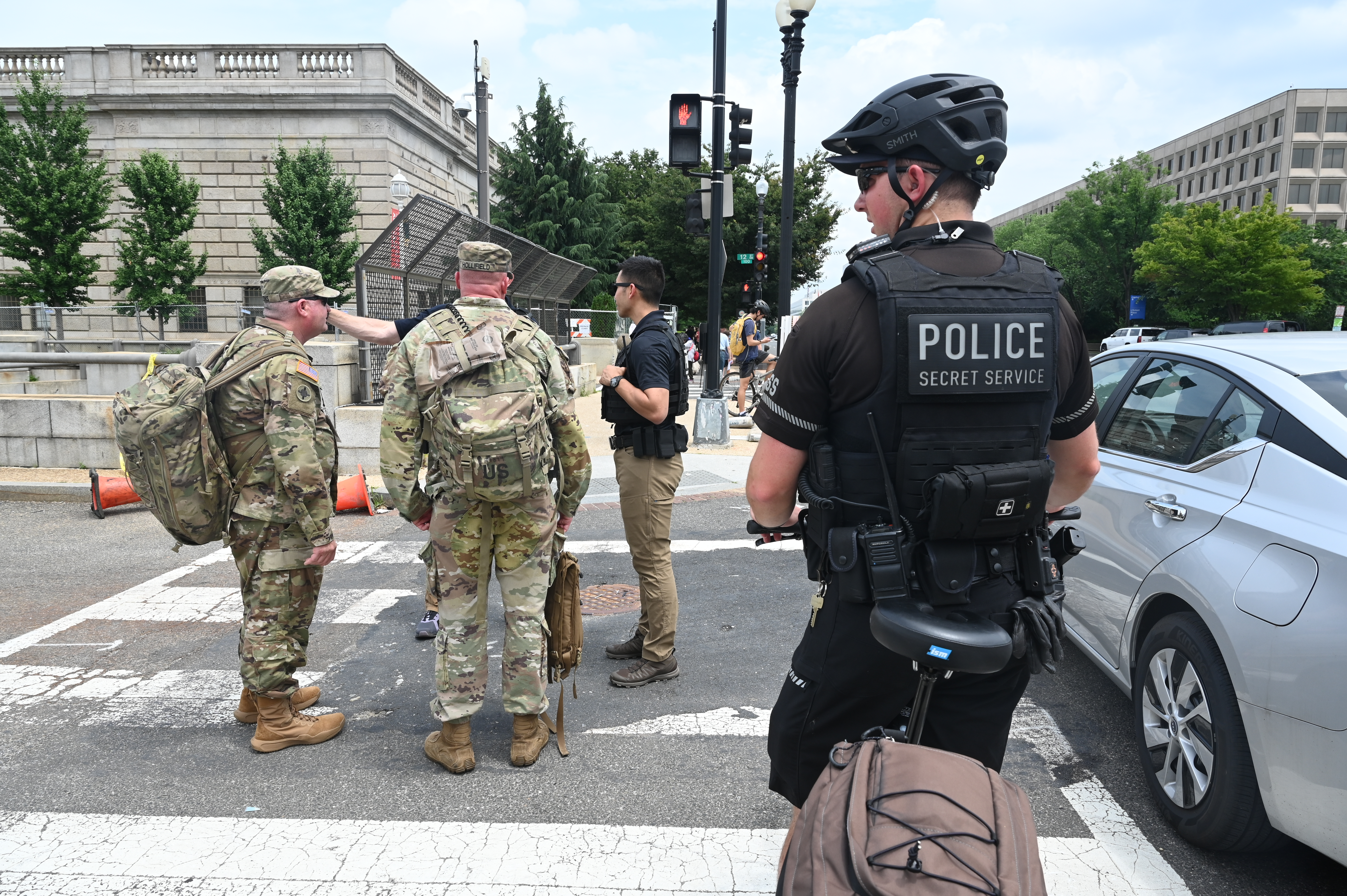
国民警卫队和特勤局在阅兵期间提供安全保障

此次阅兵被列为国家特别安全活动，对华盛顿大都会区的交通造成多方面影响。阅兵周边道路封闭数日，多条公交线路也被迫绕行。
美国联邦航空管理局在里根国家机场周围的特殊飞行规则区域内设置临时飞行限制，鉴于阅兵需要，该机场下午6时至晚上9时30分暂停航班起降。一些航空公司取消航班以应对此次阅兵，并建议乘客改用附近的其他机场。
阅兵结束两天后，一名妇女在阅兵区域外被一辆载有坦克的卡车撞倒身亡。

## 媒体报道
美国广播公司、哥伦比亚广播公司和全国广播公司通过各自的新闻流媒体频道（而非各自的电视附属频道）转播阅兵实况。福克斯新闻频道、NewsNation、大全新闻、Real America's Voice和同一个美国新闻网也转播了阅兵。C-SPAN对此次阅兵进行了无广告直播。